# Jacek
Jacek či Jacenty je polské mužské křestní jméno pocházející z řečtiny (Hyakinthos) přes latinizovanou formu Hyacint.

## Jmeniny
V Polsku má Jacek jmeniny nejčastěji 10. února, 3. července, 17. srpna a 11. září, případně i 4. července, 26. července, 9. září.

## Cizojazyčné obdoby
V cizích jazycích patří mezi obdoby jména:
- španělština a portugalština: Jacinto
- italština: Giacinto
- maďarština: Jácint

## Známí nositelé jména
- Jacek Baluch (1940–2019), polský literární historik, překladatel z češtiny do polštiny a popularizátor české literatury
- Jacek Bierkowski (* 1948), polský sportovní šermíř
- Jacek Bonarek (* 1970), polský historik, specialista na dějiny Byzantské říše
- Jacek Dehnel (* 1980), polský spisovatel a překladatel
- Jacek Dukaj (* 1974), polský spisovatel sci-fi literatury
- Jacek Chmielnik (1953–2007), polský filmový a divadelní herec, dramatik
- Jacek Kaczmarski (1957–2004), polský básník, spisovatel, textař a písničkář
- Jacek Krzynówek (* 1976), polský fotbalista
- Jacek Kuroń (1934–2004), polský politik, historik a přední disident
- Jacek Malczewski (1854–1929), polský malíř modernismu a symbolismu
- Jacek Podsiadło (* 1964), polský básník, prozaik, překladatel, novinář, fejetonista
- Jacek Tylicki (* 1951), polský multimediální umělec tvořící v USA
- Jacek Wszoła (* 1956), polský skokan do výšky
- Leszek Jacek Pękalski (* 1966), polský sériový vrah
- Zbigniew Jacek Namysłowski (1939–2022), polský jazzový alt saxofonista